# Zlodowacenie Warty
Zlodowacenie Warty (w polskiej stratygrafii do lat 80. XX w. określane jako: stadiał mazowiecko-podlaski, stadiał Warty; we współczesnych publikacjach anglojęzycznych: Warta Glaciation, Warthanian = Saalian II = Sozh = Moscovian) – najmłodsze ze zlodowaceń środkowopolskich, o zasięgu mniejszym od zlodowacenia Odry. Datowane jest na okres od 215/210 do 130/125 tys. lat temu.
W Europie w zasięgu lądolodu skandynawskiego podczas tego nasunięcia znajdował się obszar od okolic ujścia Łaby, przez górną Wartę, źródła Niemna po górne odcinki rzek zlewiska Morza Czarnego i Kaspijskiego (m.in. Dniepru i Wołgi) i Ural. Zlodowacenie warciańskie najdalej sięgnęło na południe w rejonie obecnej górnej Warty (lob Widawki). Również w skali kontynentalnej miało większy zasięg niż ostatnie zlodowacenie – Wisły, bałtyckie, północnopolskie. Oprócz glin zwałowych, między innymi na terenie Polski, zachowała się dość widoczna strefa marginalna – z morenami czołowymi (z których wiele jest spiętrzonych), kemami, ozami. Zauważalne są zagłębienia pojezierne. Te wszystkie formy są zdenudowane przez wody roztopowe i procesy peryglacjalne ostatniego glacjału. We wschodniej Polsce wody roztopowe warciańskie wyżłobiły pradolinę Wieprza i Krzny, a w zachodniej – pradolinę barucko-głogowską, przechodzącą w pradolinę Elstery-Wezery.
Ochłodzenie warciańskie miało szeroką strefę peryglacjalną z własnymi poziomami lessowymi i strukturami zmienionymi przez mróz. Znaleziono profile lessowe, w których gleba kopalna świadczy o ociepleniu rangi interglacjału i oddziela niższe poziomy lessowe, zlodowacenia odrzańskiego.